# マティアス・アベル
マティアス・アベル（Mathias Abel、1981年6月22日 - ）は、ドイツ・ラインラント出身のサッカー選手。ポジションはDF。

## 経歴
アマチュアクラブのアイントラハトバートクロイツナッハ (Eintracht Bad Kreuznach) でキャリアをスタートさせ、ボルシア・ドルトムントのリザーブチームを経て2002年に1.FSVマインツ05に加入。2003-04シーズンは18試合に出場し、チームの1部昇格に貢献する。
2004年8月14日のハンブルガーSV戦でブンデス1部デビューを果たし、2004-05シーズンは3得点を決めた。
2006年以降は複数のクラブに所属し、シャルケ04在籍時には5ヶ月間ハンブルガーSVに期限付き移籍し、その後1.FCカイザースラウテルンへ移籍するが、前十字靱帯損傷の為に2年間はリザーブチームで試合に出場した（マインツ在籍時の2004年にも同じ怪我で半年間欠場していた）。
2010年10月26日のDFBポカール・アルミニア・ビーレフェルト戦で途中出場してカイザースラウテルンでのトップ初出場を果たす。4日後のリーグ戦・ボルシアMG戦では90分フル出場した。